# اوتان (سوریه)
اُوتان دهکده ای در استان حمص و شمال غربی شهر حمص است. بر پایه آمارهای سال ۲۰۰۴ جمعیت این دهکده ۵۸۳ نفر است.